# Área micropolitana de Oil City
El área micropolitana de Oil City,  y oficialmente como Área Estadística Micropolitana de Oil City, PA µSA tal como lo define la Oficina de Administración y Presupuesto, es un Área Estadística Micropolitana centrada en la localidad de Oil City en el estado estadounidense de Pensilvania. El área micropolitana tenía una población en el Censo de 2010 de 54.984 habitantes, convirtiéndola en la 205.º área micropolitana más poblada de los Estados Unidos. El área micropolitana de Oil City comprende el condado de Venango, siendo Oil City la localidad más poblada.

## Composición del área micropolitana

### Ciudades
Franklin |
Oil City 

### Boroughs
Barkeyville |
Clintonville |
Cooperstown |
Emlenton‡ |
Pleasantville |
Polk |
Rouseville |
Sugarcreek |
Utica 

### Municipios
Allegheny |
Canal |
Cherrytree |
Clinton |
Cornplanter |
Cranberry |
Frenchcreek |
Irwin |
Jackson |
Mineral |
Oakland |
Oil Creek |
Pinegrove |
Plum |
President |
Richland |
Rockland |
Sandycreek |
Scrubgrass |
Victory 

### Lugares designados por el censo
Hasson Heights |
Seneca |
Woodland Heights 

### Despoblados
Pithole 